# رياح ثانية (نوم)

قد تحدث الرياح الثانية بسهولة في أوقات معينة من الساعة البيولوجية أكثر من غيرها.

الرياح الثانية (أو الرياح الثالثة أو الرابعة وما إلى ذلك) -والتي يشار إليها أحيانًا باسم منطقة مداومة اليقظة- هي ظاهرة نوم يتوقف فيها الشخص مؤقتًا عن الشعور بالنعاس بعد فترة طويلة من البقاء مستيقظًا، وغالبًا يكون من الصعب أن يغفو بمجرد حدوثها.  إنها نتيجة الساعة البيولوجية عندما تدور وتصل إلى مرحلة اليقظة.  على سبيل المثال يعاني الكثير من الناس من آثار رياح ثانية في الصباح الباكر حتى بعد ليلة كاملة بدون نوم لأن هذا الوقت الذي يستيقظون فيه عادة.
"في حين أن معظم "الرياح" تتزامن مع دورة الـ 24 ساعة، فقد عرف أن أولئك الذين يعانون من الحرمان لفترات طويلة من النوم على مدى عدة أيام يواجهون "نقطة تحول في اليوم الخامس".

## خصائصها
قد تكون ظاهرة «الرياح الثانية» قد تطورت كآلية للبقاء كجزء من استجابة الكر أو الفر، مما يتيح للأفراد المحرومين من النوم العمل لفترة وجيزة على مستوى أعلى مما كانوا يفعلون بدون الحرمان من النوم.

### تحسين الأداء
قدَّمت إحدى الدراسات سلسلة من المهام ذات الصعوبة المتزايدة لـ 16 شابًا لم يناموا خلال 35 ساعة ولاحظوا نشاطًا متزايدًا في العديد من مناطق الدماغ باستخدام التصوير بالرنين المغناطيسي. علَّق الباحث شون دورموند قائلاً أن القدرة على استدعاء رياح ثانية سمحت لهم «باستدعاء الموارد المعرفية التي لديهم والتي لا يحتاجونها عادةً للقيام بمهمة معينة». (وأشار أيضًا إلى أن أدائهم -على الرغم من التحسن الذي طرأ على حالة الحرمان من النوم- كان أقل مما كان يمكن أن يكون لو ناموا).
وجدت دراسة أخرى تحسنًا كبيرًا في أداء 31 بالغًا في اختبارات سلوكية عصبية مختلفة بعد ظهور ما يسمى بمنطقة مداومة اليقظة مقارنةً بأدائهم قبل ثلاث ساعات فقط، على الرغم من أن الأشخاص كانوا مستيقظين لفترة أطول. كان التحسن عندما تعرضت مواضيع الاختبار لرياحٍ أخرى أكثر وضوحًا في اليوم الثاني من اليقظة الممتدة.

### المدة
تستمر فترة مداومة اليقظة بشكل عام من 2 إلى 3 ساعات حيث يكون الشخص أقل ميلًا للنوم.  في حين أنه من المحتمل أن تكون مفيدًة لإكمال المهام العاجلة، إلا أنه قد يكون لها تأثير جانبي غير مرغوب فيه وهو إبقاء الشخص مستيقظًا لعدة ساعات بعد الانتهاء من المهمة. يمكن أن يسبب فرط اليقظة والتحفيز الناتج عن الرياح الثانية التعب، الذي يمكن أن يكون مؤلمًا حرفياً   في حالة الرضع. وهكذا قد يبدأ الرضيع بالبكاء عندما تتعطل عادات النوم.
يمكن للمرء تجنب الحصول على رياح ثانية من خلال ممارسة النوم الصحي.
— أرشيبالد هارت

### نقطة تحول اليوم الخامس
وقد لاحظت دراسات متعددة أن الأفراد الذين تعرضوا للحرمان التام من النوم لفترات طويلة تمتد لعدة أيام قد يشعرون «بالنعاس المعجز» حتى اليوم الخامس حيث يشعر جميع الأفراد المعاينين بما يمكن وصفه بالرياح الثانية. وقد أطلق على هذا الشكل بالذات من التجربة «نقطة تحول اليوم الخامس» (باسناو وآخرون 1968).

## الأسباب
هناك العديد من الطرق الممكنة التي قد يتعرض المرء بها للرياح الثانية حسب الوقت من اليوم. يمكن تفسير الرياح الثانية في حوالي 6-8 صباحًا بواسطة الكورتيزول وهو هرمون محفز من الضوء يبلغ ذروته في ذلك الوقت، .ينشط الكورتيزول الأدرينالين مما يساعد الشخص على البقاء مستيقظًا. مع حلول فترة ما بعد الظهر المتأخرة إلى المساء يمكن للتغيرات في مستويات الضوء أن تحفز النواة فوق التصالبة لتعزيز إشارة الإستثارة. في حوالي الساعة 10:30 مساءً (وفقًا لعوامل ما كالموسم وحالة الفرد) فإن الميلاتونين -الهرمون المسؤول عن تحضير الجسم للنوم- يصل إلى ذروته. قد تحدث رياح ثانية في هذا الوقت إذا قاوم أو فشل في النوم قبل الذروة. مثل هذه الرياح الثانية يمكن أن تؤدي إلى تفاقم مشاكل النوم.
قد يكون الأدرينالين نتيجةً للقلق أو التوتر أيضًا سببًا في الرياح الثانية.

## تأثيرها على الدواء
يجب توخي الحذر لتجنب إعطاء الأدوية المنومة في وقت مبكر جدًا حيث قد يصل الدواء إلى ذروة الفاعلية أثناء منطقة مداومة اليقظة، قد لا يؤدي ذلك إلى إبطال فعالية مساعد النوم فحسب، بل قد يتسبب أيضًا في تعرض مستخدمي الدواء للتثبيط أو الهلوسة أو غيرها من الظواهر الانفصالية إذا ظلوا مستيقظين.